# Ekin Mert Daymaz
Ekin Mert Daymaz (* 2. Dezember 1990 in Arnhem) ist ein türkischer Schauspieler und Model.

## Leben und Karriere
Daymaz wurde am 2. Dezember 1990 in Arnhem geboren. Seine Familie stammt ursprünglich aus Sivas. Er studierte an der Haliç Üniversitesi. Später wurde er Kandidat für „Best Model of Turkey“ und belegte den 3. Platz. Sein Debüt gab er 2014 in der Fernsehserie Not Defteri. Danach spielte er in der Serie Çilek Kokusu mit. Seine erste Hauptrolle bekam er in Hayat Sevince Güzel. Die Serie war am 11. Juli bis 15. August 2016 das meistgesehene Programm in der Türkei. Seit 2022 spielt Daymaz in der Fernsehserie Seni Kalbime Sakladım mit.

## Filmografie
Filme
- 2018: Aşktroloji

Serien
- 2014: Not Defteri
- 2015: Çilek Kokusu
- 2016: Hayat Sevince Güzel
- 2017: Kırlangıç Fırtınası
- 2018: Ağlama Anne
- 2019: Payitaht Abdülhamid
- 2019: Mirasyedi
- 2020: Gençliğim Eyvah
- 2021: Savaşçı
- 2022: Hayaller ve Hayatlar
- 2022: Seni Kalbime Sakladım